# TryTone Records
Trytone Records is een Nederlands platenlabel voor nieuwe jazzmuziek, opgericht door de muzikantenorganisatie TryTone. De organisatie en het label zijn gevestigd in Amsterdam.
Musici die op het label uitkwamen zijn onder meer Theo Loevendie met Kristina Fuchs Sonic Unit, Jorrit Dijkstra en John Hollenbeck, Man Bites Dog, Oene van Geel (verschillende bands), Tobias Klein (verschillende groepen), Agog, ZAPP! en Victor de Boo,